# Saison 2016-2017 de l'Élan sportif chalonnais
La saison 2016-2017 de l'Élan sportif chalonnais est la vingt-et-unième de l'Élan chalon en Pro A, avec une deuxième place. Le club est Champion de France et finaliste de la Coupe d'Europe FIBA.

## Transfert
| Arrivées - - Jérémy Nzeulie : Nanterre (Pro A) - Lance Harris : Pau-Orthez (Pro A) - Mareks Mejeris : VEF Riga (LBL) - Gédéon Pitard : Le Mans (Pro A) - Moustapha Fall : Antibes (Pro A) - Cameron Clark : Nararya (1er division) - Thomas Gipson : Obregon (1er division) En cours de saison - Abdoulaye Loum : Boulogne-sur-Mer (Pro B) - Zeke Marshall : Al-Fateh (Saoudite Première League) - - Ekene Ibekwe : Uşak Sportif (TBL) | Départs - Mathias Lessort : Nanterre (Pro A) - Tyler Kalinoski : Apollon Patras (ESAKE) - Jeremy Hazell : Uşak Sportif (TBL) - William Gradit : ? - Ilian Evtimov : Cholet (Pro A) - Devin Booker : Bayern Munich (Basket-ball Bundesliga) - Justin Brownlee : Barangay Ginebra San Miguel (PBA) - David Michineau : Drafté par les Los Angeles Clippers (NBA) mais à Hyères-Toulon (Pro A) pour la saison 2016-2017. En cours de saison - Thomas Gipson : Khimik Youjne (1re division) - Mareks Mejeris : VEF Rīga (LBL) - Assane Ndoye : prêté à Blois (Pro B) - Zeke Marshall : Drive de Grand Rapids (G-League) |

## Effectif

### Professionnels
- Thomas Gipson, 23 ans, 2,01 m : coupé
- Mareks Mejeris, 25 ans, 2,07 m : part en accord avec le club
- Assane Ndoye, 20 ans, 2,00 m : prêté à Blois
- Zeke Marshall, 26 ans, 2,13 m : coupé

## Matchs

### Matchs amicaux
Avant saison
- Chalon-sur-Saône / Dijon : 105-48 (Match d'entrainement)[1]
- Roanne / Chalon-sur-Saône : 91-90[2]
- Dijon / Chalon-sur-Saône : 75-81 (Ain Star Game, à Nuits-Saint-Georges)[3]
- Strasbourg / Chalon-sur-Saône : 78-90 (Ain Star Game, à Bourg-en-Bresse)[4]
- Chalon-sur-Saône / Francfort : 63-51 (Ain Star Game, à Bourg-en-Bresse)[5]
- Limoges / Chalon-sur-Saône : 80-91 (A Tarare)[6]
- Chalon-sur-Saône / Nancy : 72-75 (Tournoi de Luxeuil-les-Bains)[7]
- Chalon-sur-Saône / Dijon : 91-74 (Tournoi de Luxeuil-les-Bains)[8]
- Chalon-sur-Saône / Lyon-Villeurbanne : 86-78[9]
- Nancy / Chalon-sur-Saône : 84-85 (Tournoi de Bourges)[10]
- Orléans / Chalon-sur-Saône : 71-85 (Tournoi de Bourges)[10]

### Championnat

#### Matchs aller
- Chalon-sur-Saône / Orléans : 87-67[11]
- Monaco / Chalon-sur-Saône : 68-52[12]
- Chalon-sur-Saône / Antibes : 76-65[13]
- Chalon-sur-Saône / Nancy : 59-69[14]
- Nanterre / Chalon-sur-Saône : 77-92[15]
- Cholet / Chalon-sur-Saône : 84-90[16]
- Chalon-sur-Saône / Paris Levallois : 85-70[17]
- Chalon-sur-Saône / Limoges : 90-66[18]
- Hyères Toulon / Chalon-sur-Saône : 59-69[19]
- Chalon-sur-Saône / Pau-Lacq-Orthez : 96-76[20]
- Gravelines Dunkerque / Chalon-sur-Saône : 88-85[21]
- Chalon-sur-Saône / Lyon-Villeurbanne : 98-68[22]
- Le Portel / Chalon-sur-Saône : 74-83[23]
- Chalon-sur-Saône / Strasbourg : 81-74[24]
- Le Mans / Chalon-sur-Saône : 65-74[25]
- Châlons Reims / Chalon-sur-Saône : 74-69[26]
- Chalon-sur-Saône / Dijon : 95-83[27]

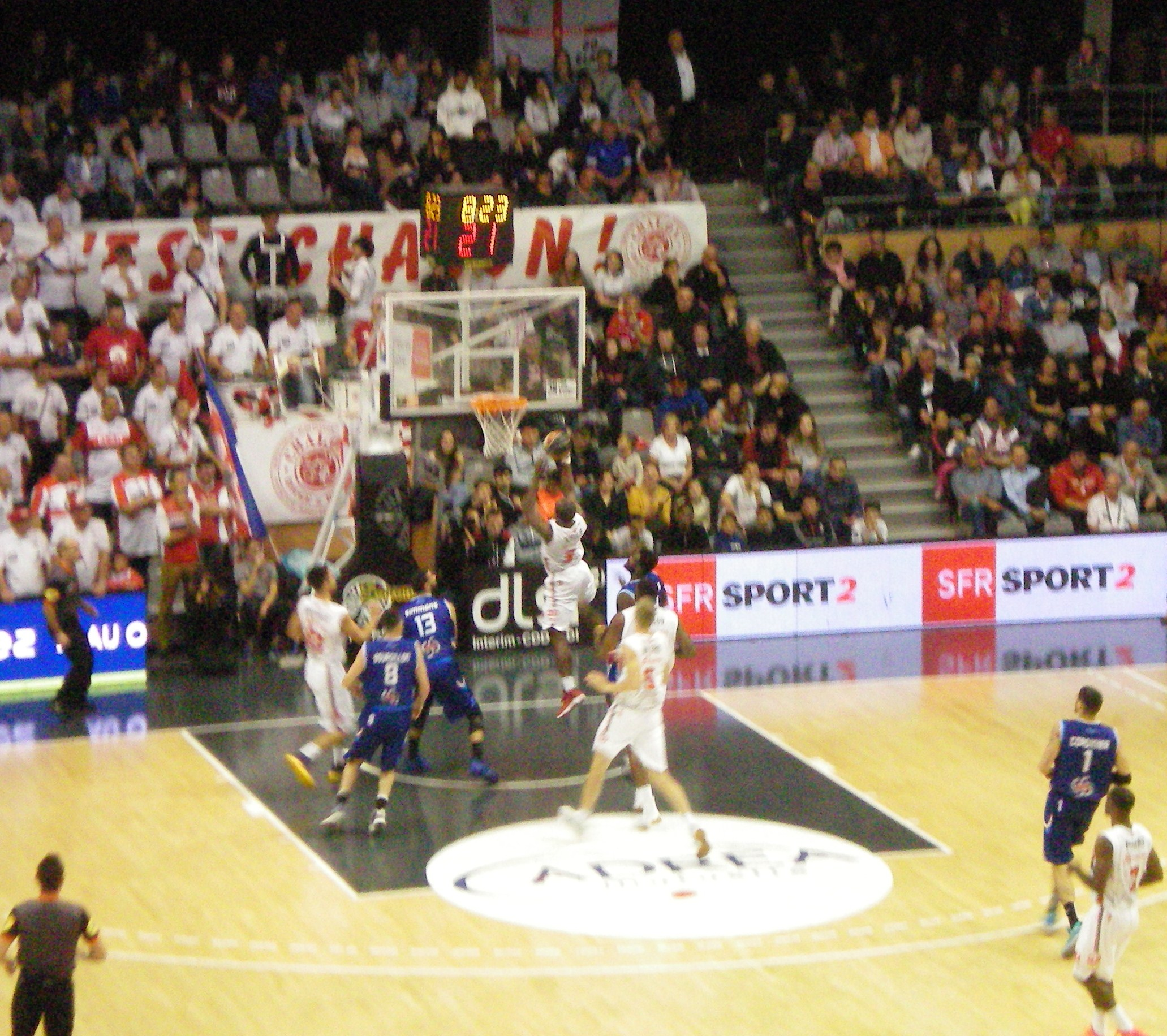
Match de Pro A en 2016 entre l'Élan Chalon et Antibes
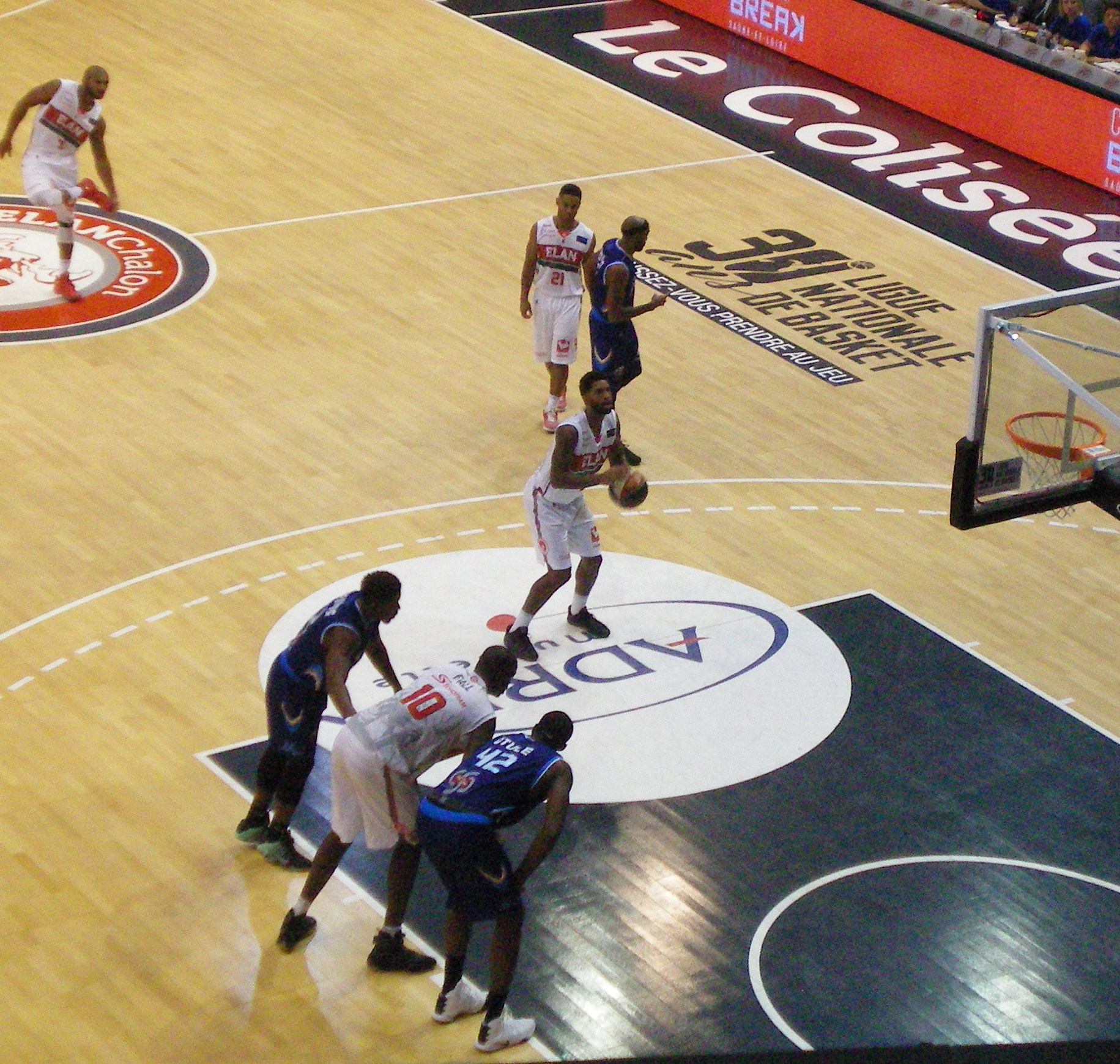
Match de Pro A en 2016 entre l'Élan Chalon et Antibes
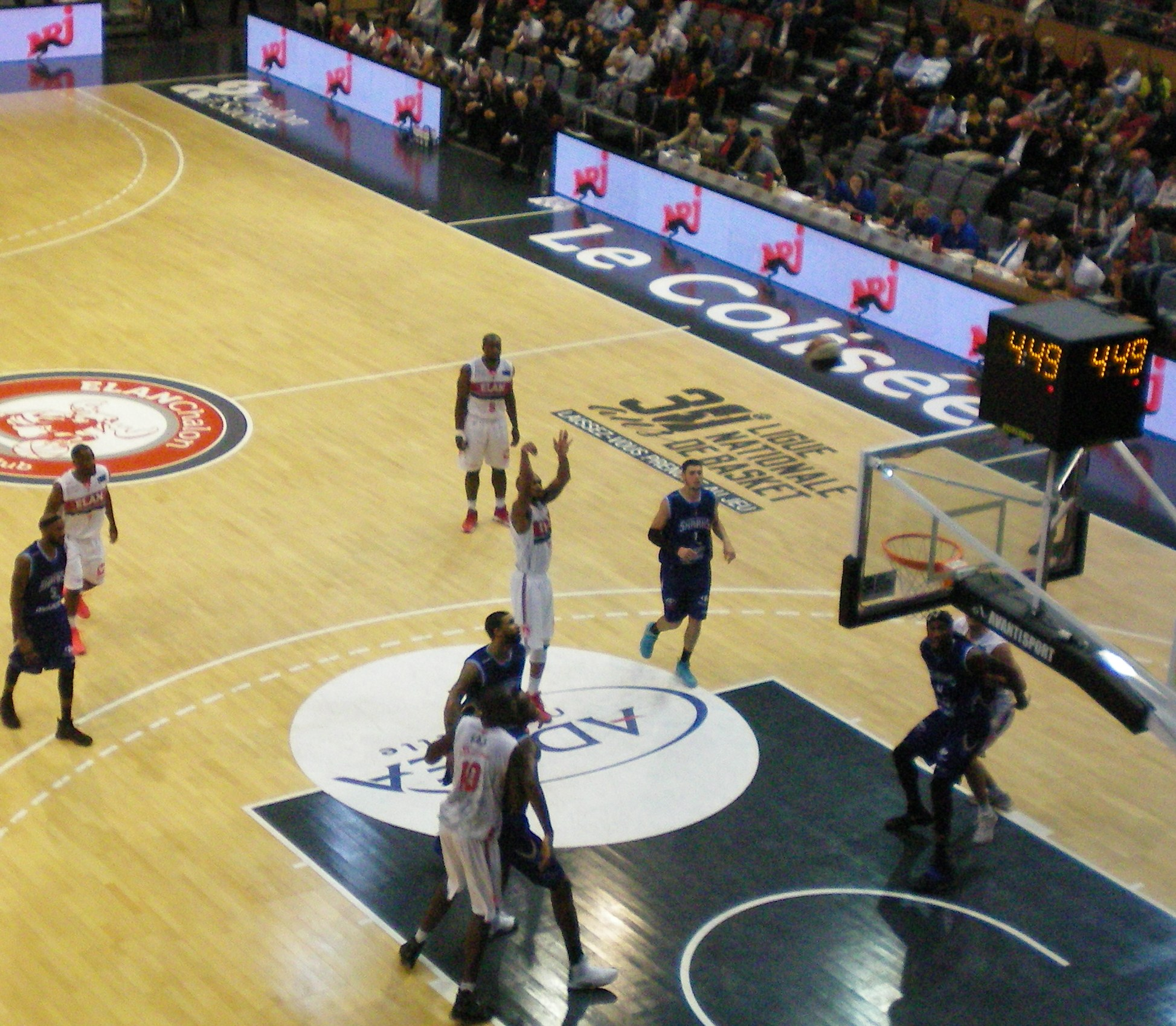
Match de Pro A en 2016 entre l'Élan Chalon et Antibes
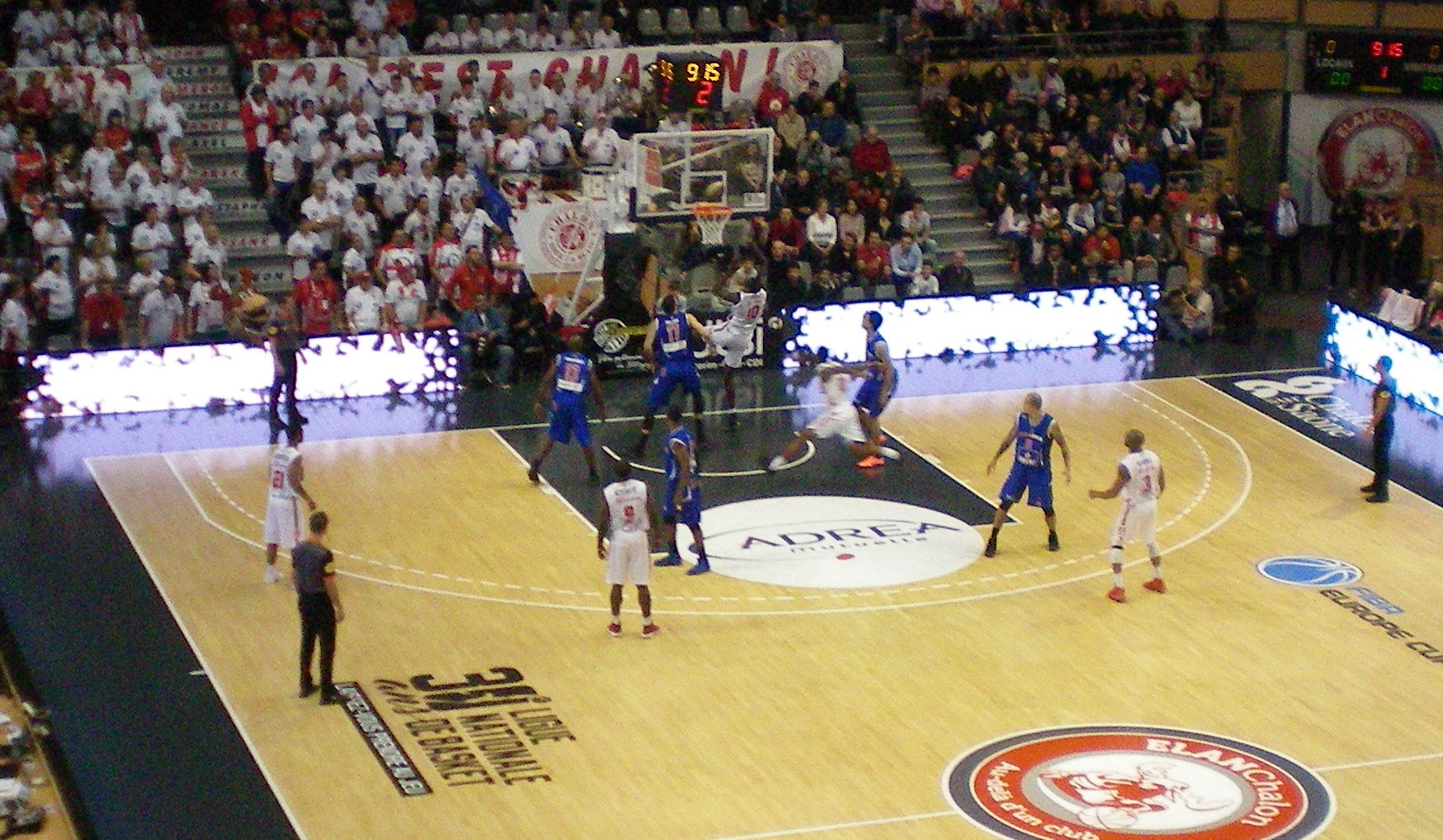
Match de Pro A en 2016 entre l'Élan Chalon et Paris Levallois
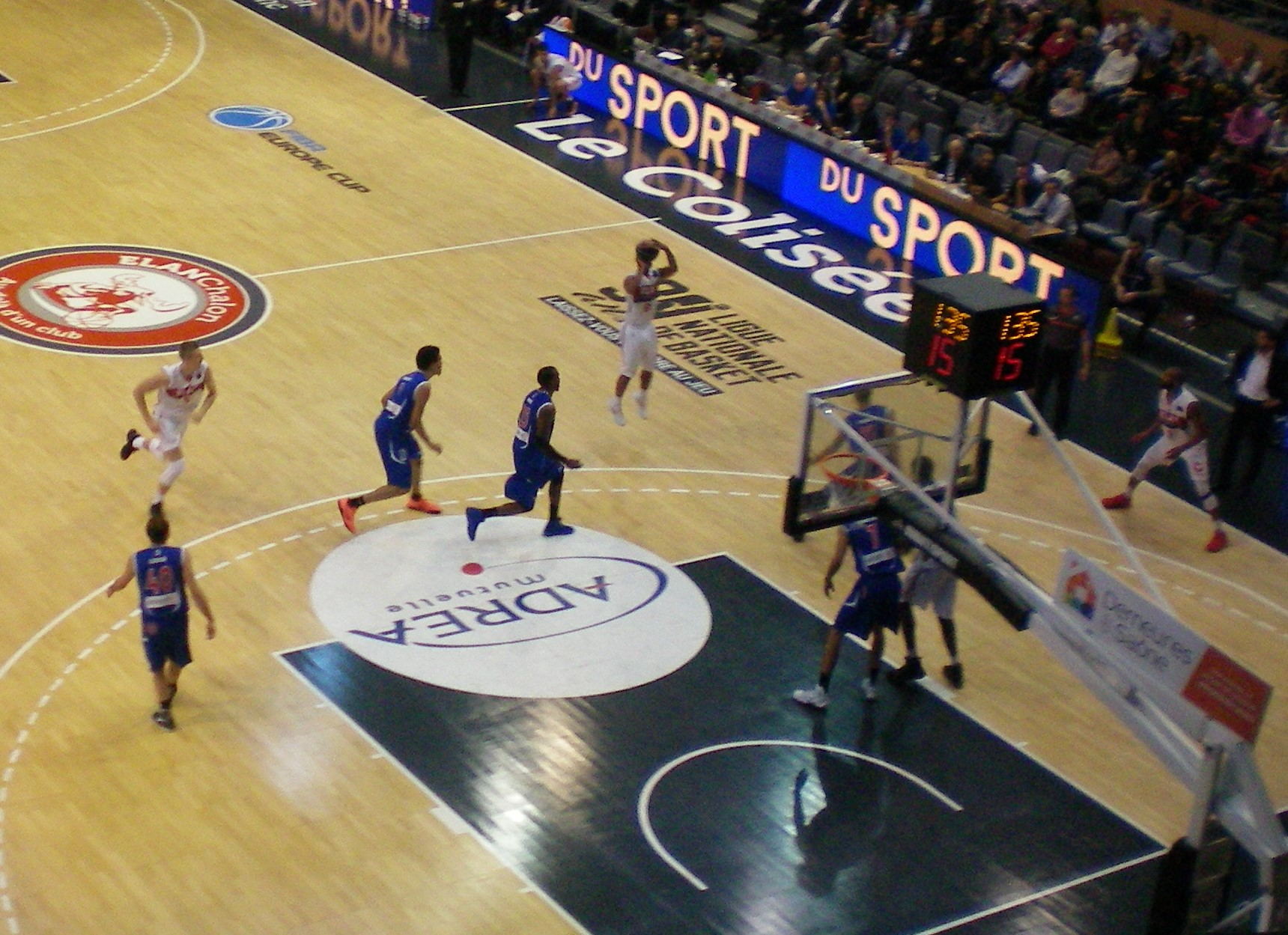
Match de Pro A en 2016 entre l'Élan Chalon et Paris Levallois

##### Match aller

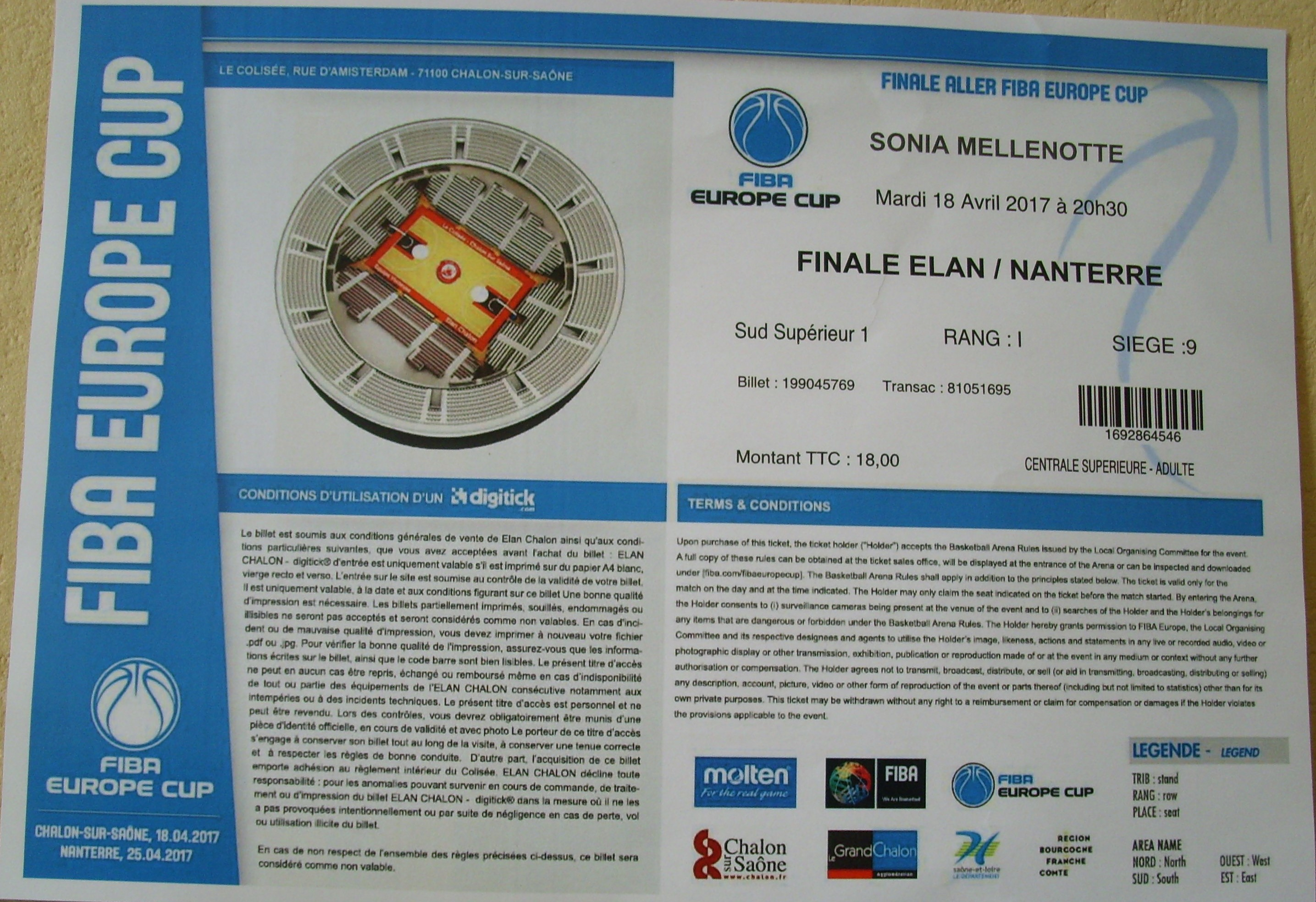
Feuille de billet de match de finale aller
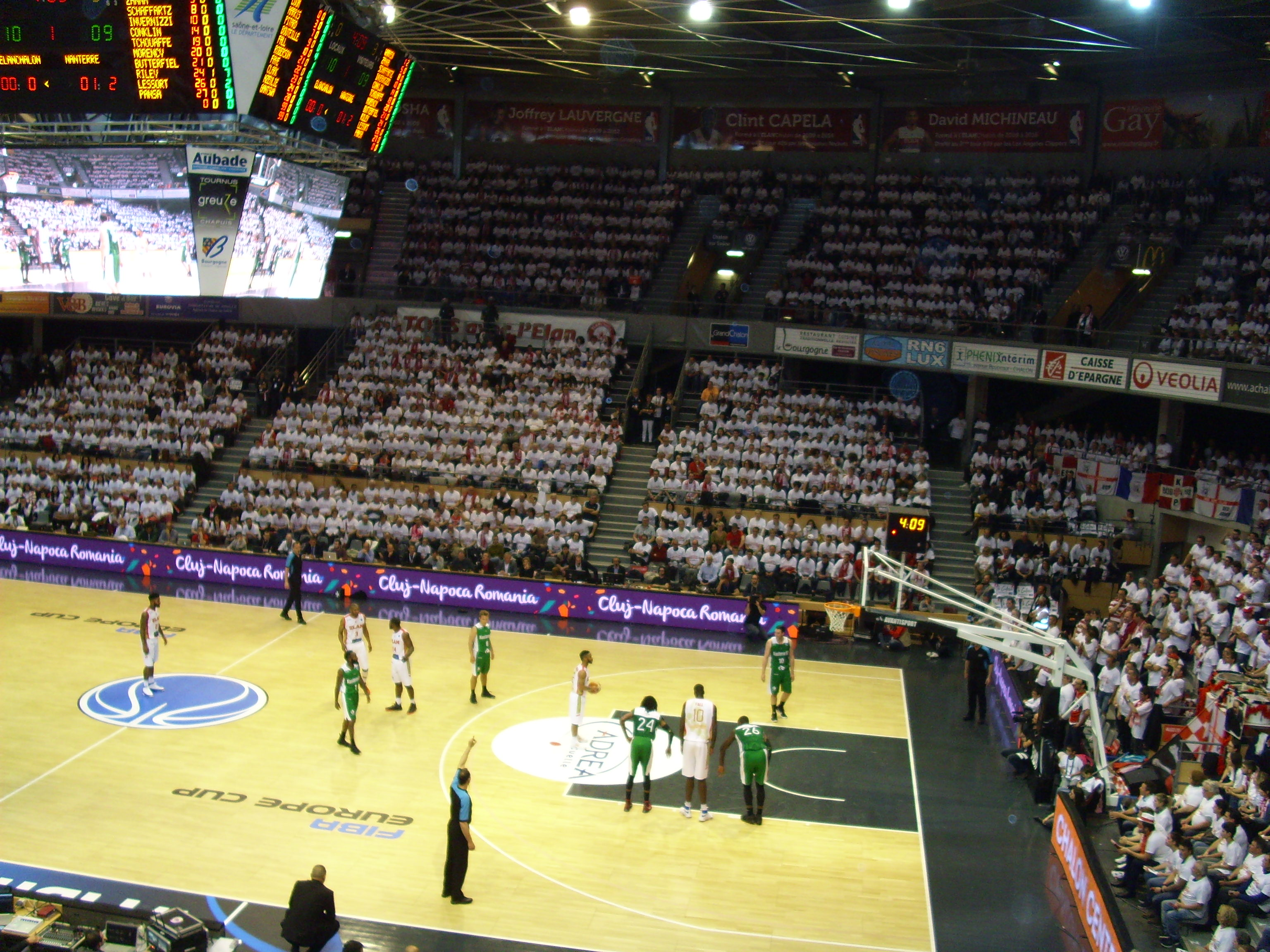
Match aller
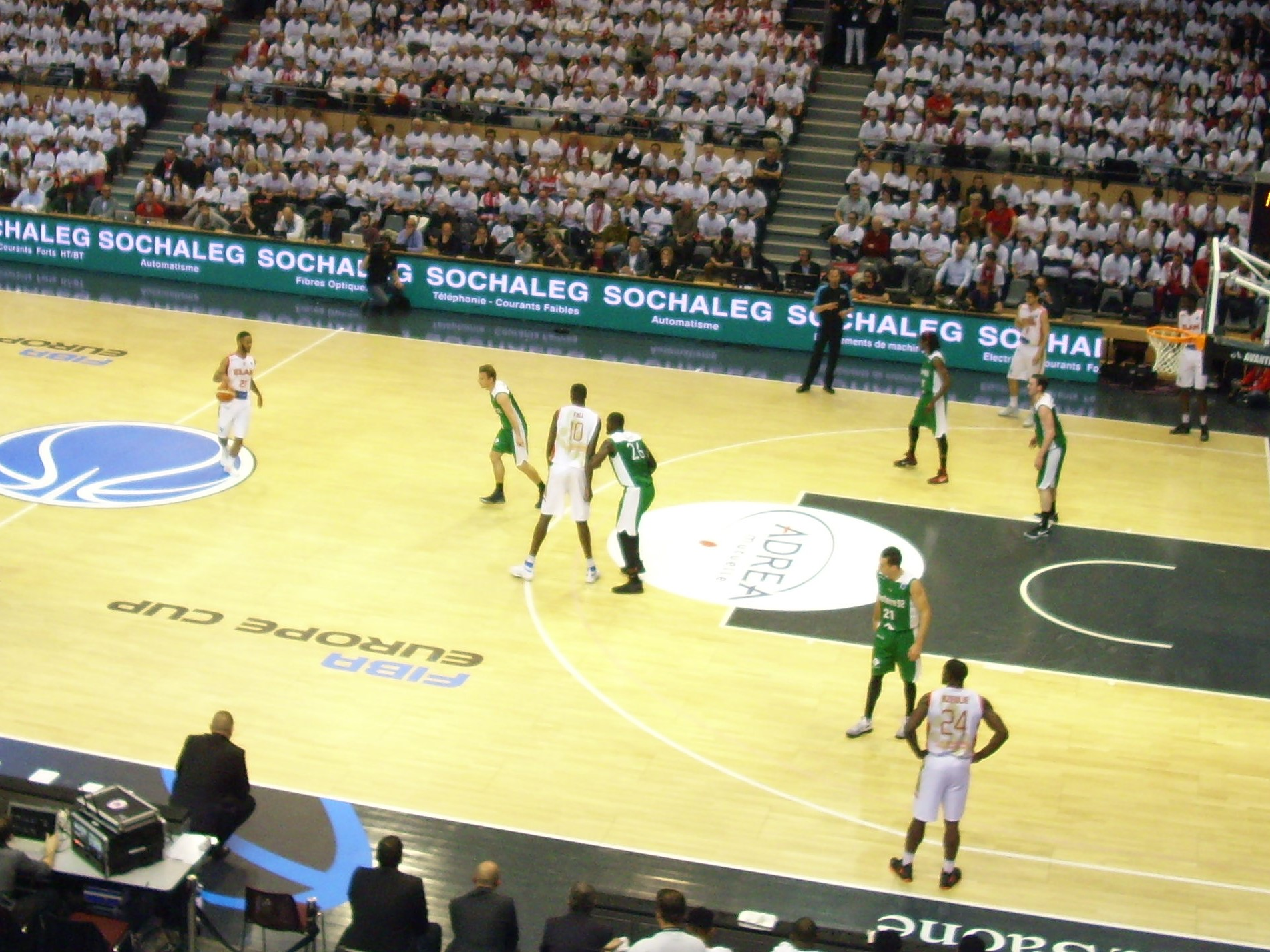
Match aller
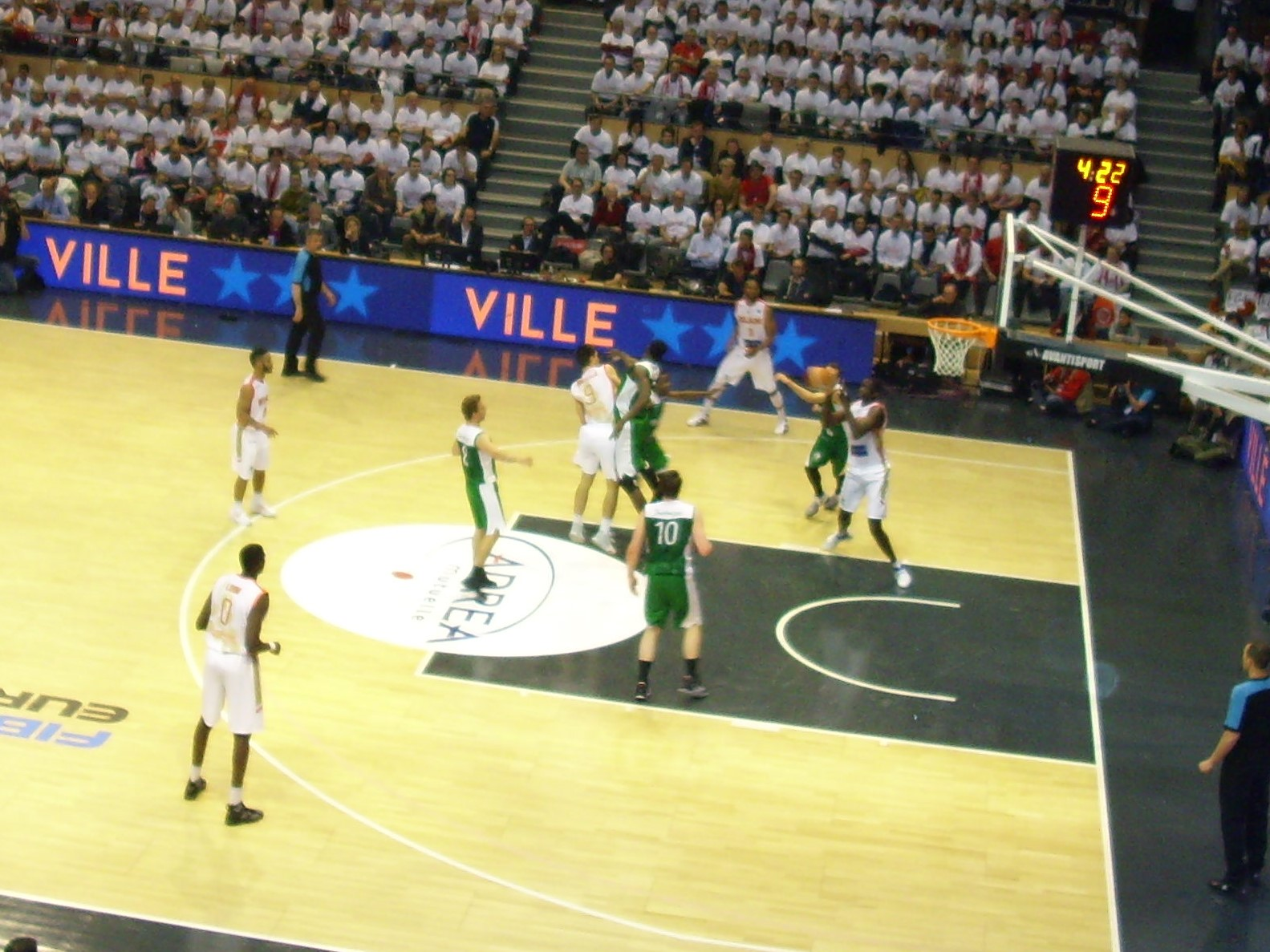
Match aller
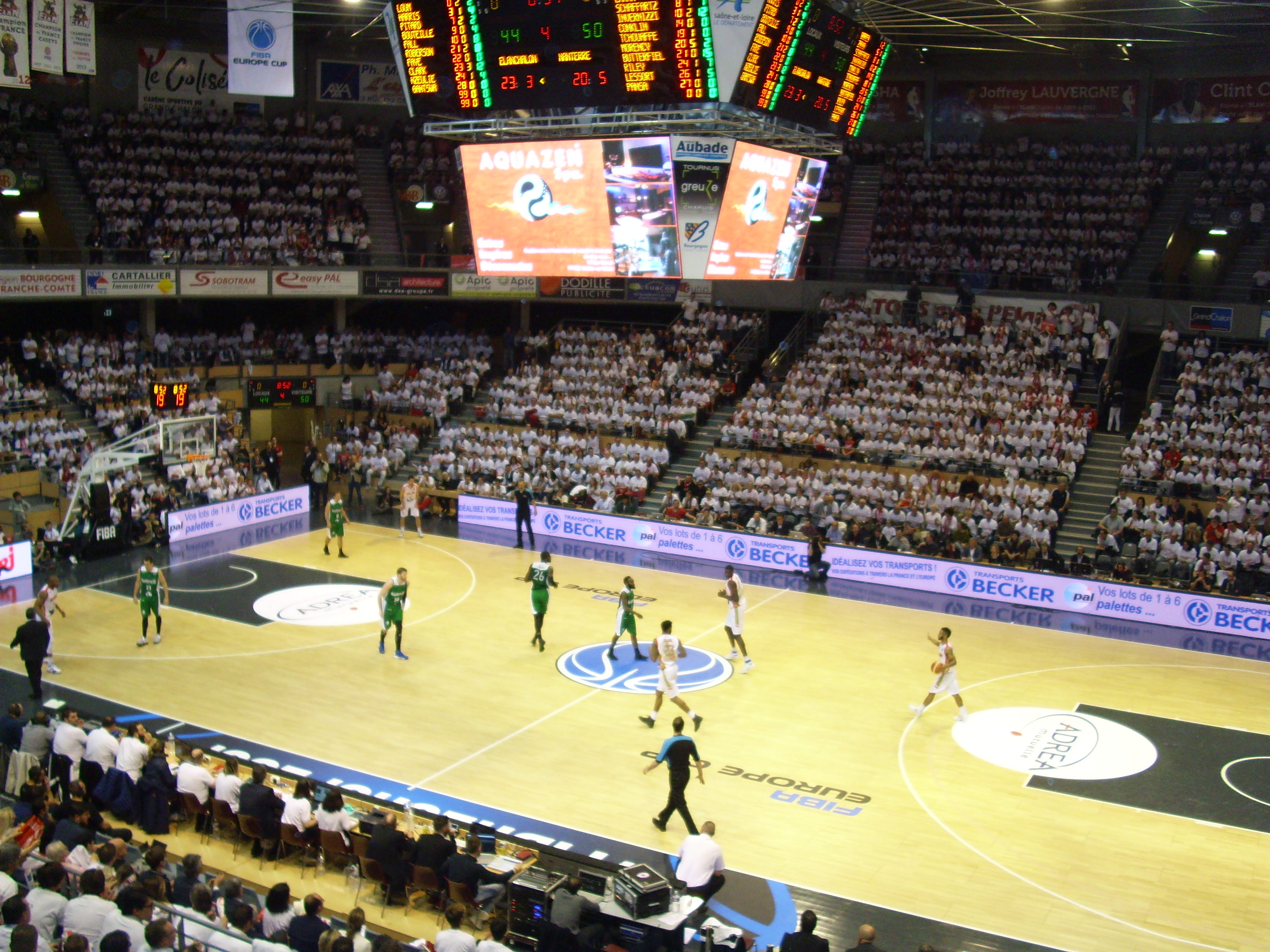
Match aller

#### Matchs retour
- Pau-Lacq-Orthez / Chalon-sur-Saône : 95-88[28]
- Chalon-sur-Saône / Cholet : 79-66[29]
- Limoges / Chalon-sur-Saône : 70-82[30]
- Chalon-sur-Saône / Monaco : 72-82[31]
- Lyon-Villeurbanne / Chalon-sur-Saône : 68-77[32]
- Chalon-sur-Saône / Nanterre : 94-90 (Après prolongation)[33],[34]
- Strasbourg / Chalon-sur-Saône : 84-60[35]
- Antibes / Chalon-sur-Saône : 74-87[36]
- Chalon-sur-Saône / Chalons Reims : 104-86[37]
- Nancy / Chalon-sur-Saône : 74-106[38]
- Chalon-sur-Saône / Le Portel : 83-76[39]
- Dijon / Chalon-sur-Saône : 70-84[40]
- Chalon-sur-Saône / Hyères Toulon : 89-81[41]
- Orléans / Chalon-sur-Saône : 96-114[42]
- Chalon-sur-Saône / Gravelines Dunkerque : 89-76[43]
- Paris Levallois / Chalon-sur-Saône : 83-85[44]
- Chalon-sur-Saône / Le Mans : 97-94[45]

Extrait du classement de Pro A 2016-2017